# فرس البحر الزرافي
فرس البحر الزرافي (الاسم العلمي: Hippocampus camelopardalis) (بالإنجليزية: Giraffe seahorse)‏ هو نوع من الأسماك يتبع جنس فرس البحر من فصيلة زمارات البحر.